# Hilgay
Hilgay est une paroisse civile et un village du Norfolk, en Angleterre.